# Камияма
Камияма (яп. 神山町 Камияма-тё:) — посёлок в Японии, находящийся в уезде Мёдзай префектуры Токусима. Площадь посёлка составляет 173,31 км², население — 5449 человек (1 августа 2014), плотность населения — 31,44 чел./км².

## Географическое положение
Посёлок расположен на острове Сикоку в префектуре Токусима региона Сикоку. С ним граничат города Токусима, Йосиногава, Мима, посёлки Исии, Нака, Камикацу и село Санаготи.

## Население
Население посёлка составляет 5449 человек (1 августа 2014), а плотность — 31,44 чел./км². Изменение численности населения с 1980 по 2005 годы:
| 1980 | 11 156 чел. |  |
| 1985 | 10 542 чел. |  |
| 1990 | 9468 чел.   |  |
| 1995 | 8614 чел.   |  |
| 2000 | 7798 чел.   |  |
| 2005 | 6924 чел.   |  |

## Символика
Деревом посёлка считается криптомерия, цветком — цветок сливы японской, птицей — Syrmaticus soemmerringii.